# Synodus mascarensis
Synodus mascarensis is een straalvinnige vissensoort uit de familie van hagedisvissen (Synodontidae). De wetenschappelijke naam van de soort is voor het eerst geldig gepubliceerd in 2008 door Prokofiev.